# Электроакустическая гитара

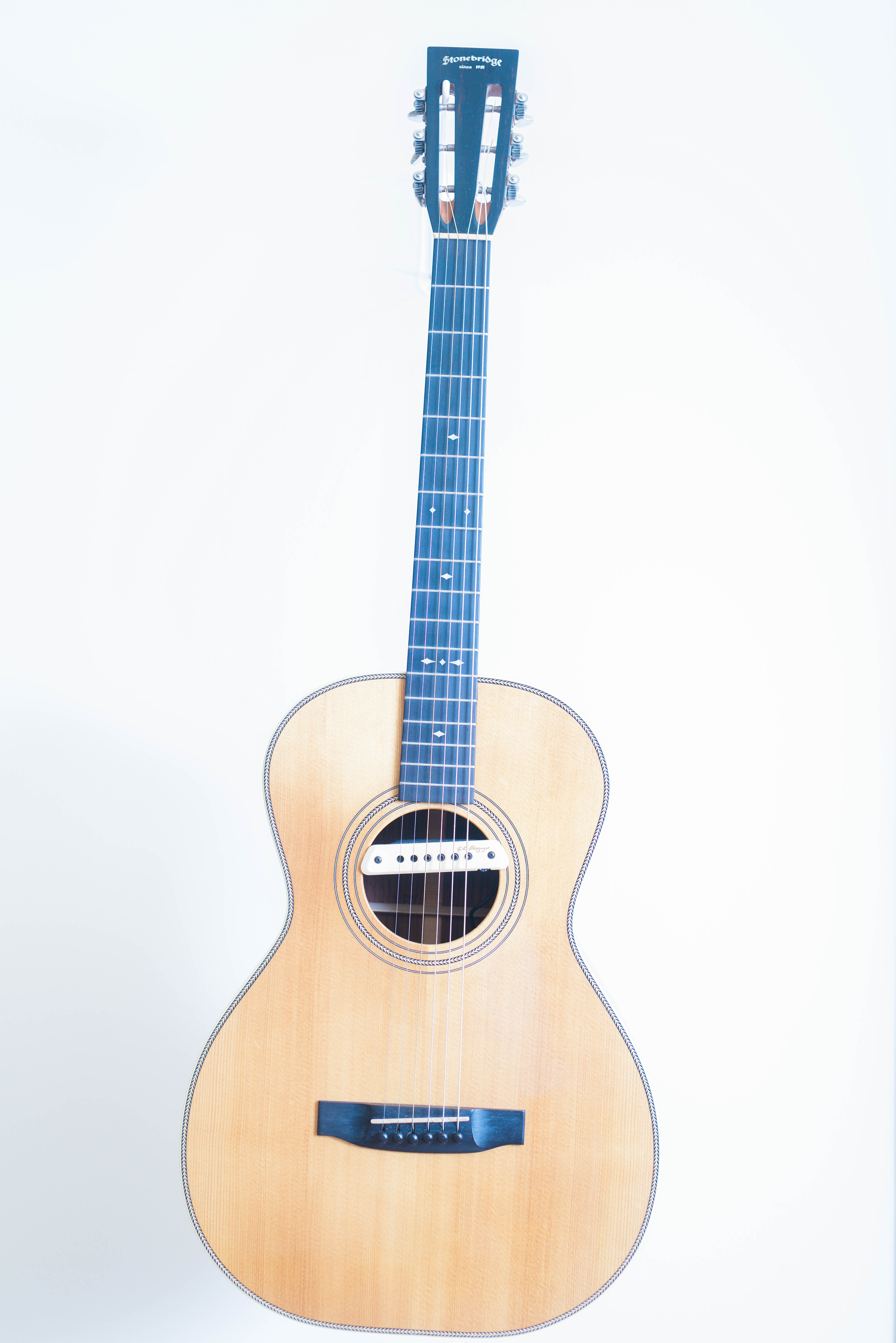

Электроакустическая гитара — это акустическая гитара, оснащённая электромагнитным звукоснимателем, пьезоэлектрическим звукоснимателем или микрофоном. Такие гитары также называются «подключаемыми акустическими гитарами», поскольку могут просто «подключаться» к звуковой плате без необходимости в отдельном микрофоне. Они используются в различных музыкальных жанрах, где нужен звук акустической гитары, но громкость неподключённой гитары недостаточна, особенно во время живых выступлений.
Первые эксперименты по электрическому усилению колебаний струнных инструментов относятся к началу XX века. Патенты 1910-х годов показывают, что телефонные передатчики адаптированы и размещены внутри скрипок и банджо для усиления звука. Любители в 1920-х годах использовали углеродные кнопочные микрофоны, прикрепленные к струнодержателю, но из-за вибрации от струнодержателя на верхней части инструмента, результирующий сигнал был слабым.
Как правило, акустоэлектрические гитары оснащены пьезоэлектрическими датчиками, требующими наличия предварительного усилителя, встроенного в корпус гитары, чтобы усилить сигнал, прежде чем он перейдёт к основному гитарному усилителю. Эти предусилители могут также поставляться с регуляторами тона различных типов; могут использоваться эквалайзеры, использующие до шести полос разных частот.
Иногда на электроакустические гитары устанавливается электромагнитный звукосниматель, идентичный звукоснимателю для электрогитары, но имеющий совершенно другие частотные характеристики. Он применяется только с металлическими струнами. Однако звучание гитары с таким усилителем будет больше похоже на звучание электрогитары, чем акустической гитары.